# Собіславичі

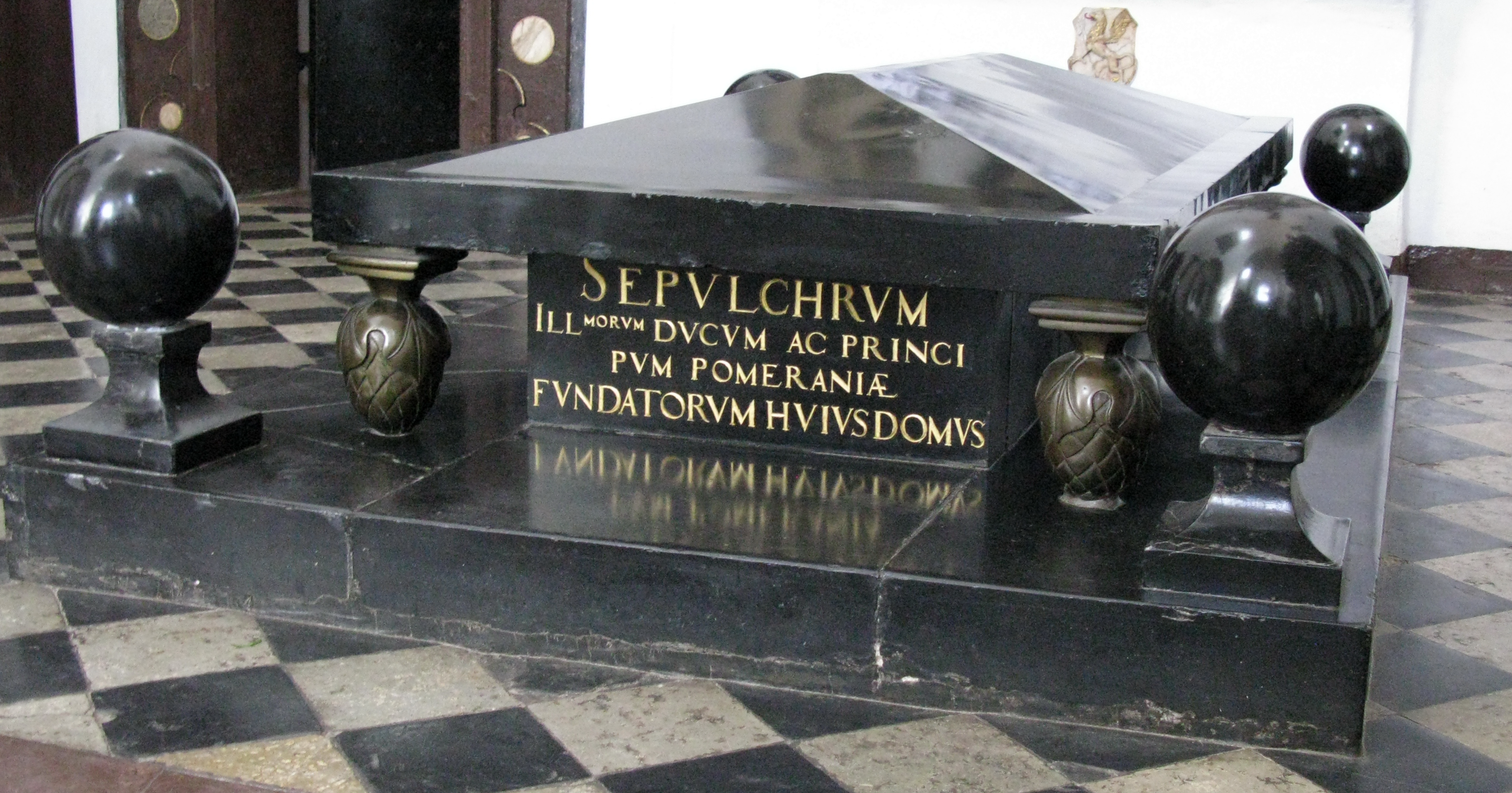
Гробовець Собєславичів в Олівському соборі

Собіславичі (Самбориди, пол. Sobiesławice) — династія, що володіла Гданським Помор'ям (Східна Померанія), спочатку визнаючи зверхність краківського князя, а з 1227 р., починаючи з Святополка ІІ Великого — вже як самостійні правителі.
Достеменне походження династії — невідоме. Існують припущення, що вона мала походження від поморських князів, відомих з XI—XII ст. (Семомисл, Святобор, Святополк). За іншими припущеннями Самбориди та західнопоморські Грифичі походять з того ж самого роду. Згідно з одної з версій - Едварда Римара (Родовід поморських князів), обидві ці династії могли бути бічною лінією П'ястів, а їх протопластом був один з молодших братів Болеслава Хороброго — Святополк.
Однозначно тривалість династії можна підтвердити лише від напів-реального Собіслава з другої половини XII ст.
У перших поколіннях носили титул «princeps» (намісник). З 1227 р. носили титул «dux» (князь).
Більшість представників династії була похована в заснованому Самбором І 1188 р. монастирі у Олівському соборі. Поховання були знищені пожежами та під час війни з королем Стефаном Баторієм в 1577 р. Наразі у кляшторному соборі наявний надгробок з чорного мармуру з написом «Гробовець преславних князів поморських фундаторів цієї будівлі» датований початком XVII ст. На теперішньому місці в трансепті він знаходиться з 1984 р. У презбітерії собору зберіглося художнє зображення Собіславичів: перший з права напівлегендарний Собіслав, далі Самбор І, Мсцівой І, Святополк ІІ Великий та Мстивой ІІ.

## Родовід Собіславичів
1. Собіслав I, намісник Померанії бл. 1155—1177/79
  1. Самбор I, намісник Померанії 1177/79–1205
    1. Собіслав II (Sobiesław II gdański), помер бл. 1217/23
    2. Невідомий син, помер в молодості

  2. Мстивой I, намісник Померанії 1205—1220
    1. Мірослава, дружина Богуслава II, герцога Померанії
    2. Святополк II Великий, намісник Померанії з 1220, князь Гданьський 1227—1266
      1. Евфемія, дружина Яромара II, князя Рюгену
      2. Мстивой II, князь Померанії Świecie з 1255, останній князь Померанії 1270—1294
        1. Катерина (бл. 1250—1312), дружина Прібислава II Мекленбурга, князя Пархім-Річенберга
        2. Євфимія (бл. 1260—1317), дружина Адольфа V, графа Гольштейну

      3. Ян (1230—1248)
      4. Вартислав II, князь Гданський 1266—1270 рр.

    3. Ядвіга, дружина Владислава Одонича, князя Великої Польщі
    4. Вітослава, абатиса монастиря Жуково
    5. Вартислав I Свецький 1227—1233
    6. Самбор II, князь Любішево-Тчевський 1233—1269
      1. Собіслав III (Sobiesław III), помер в 1254
      2. Маргарита Самбірія (Małgorzata Sambiria), дружина Хрістоффера I, короля Данії
      3. Гертруда, неодружена
      4. Евфемія (Eufemia Samborówna), дружина Болеслава II, князя Сілезії
      5. Саломея, дружина Земомисла, князя Куявсько-Іноврацлавського
      6. Свініслава (Zwinisława), дружина Добєслава Одровонжа

    7. Ратибор Білоґардський, князь Білоґардський 1233—1262
    8. Мілослава, черниця монастиря Жуково